# KS Lublinianka
KS Lublinianka – najstarszy istniejący klub sportowy z Lublina i jeden z najstarszych na Lubelszczyźnie, założony w 1921 roku. Niekiedy klub błędnie nazywany jest Lublinianką Lublin. Od sezonu 2023/2024 czwartoligowiec. Klub zachowuje ciągłość historyczną i kultywuje tradycję przedwojennej Unii Lublin, zdobywcy tytułu mistrza Polski juniorów z roku 1938. 

## Historia
Chronologia nazw:
- 1921: K.S. [Klub Sportowy] Lublinianka
- 04.1927: W.K.S. [Wojskowy Klub Sportowy] Unia Lublin – po fuzji z WKS Lublin
- 1944: WKS Lublinianka
- 1950: OWKS [Okręgowy Wojskowy Klub Sportowy] Lublin
- 1953: GWKS [Garnizonowy Wojskowy Klub Sportowy] Lublin
- 1954: klub rozwiązano
- 1955: KS Ogniwo/Lublinianka – po fuzji z Ogniwo Lublin
- 1955: KS Lublinianka
- 1960: WKS Unia/Lublinianka – po fuzji z WKS Unia Lublin
- 1994: KS Lublinianka
- 5.06.2002: KS Lublinianka SSA [Sportowa Spółka Akcyjna]
- 2011: KS Lublinianka–Wieniawa Sp. z o.o. [Spółka z ograniczoną odpowiedzialnością] – po fuzji z KP Wieniawa Lublin
- 2013: KS Lublinianka Sp. z o.o.

### Lata 1921-1942
- 1921 – powstał Klub Sportowy Lublinianka[2]. Również w lecie 1921 został założony Wojskowy Klub Sportowy Lublin, którego organizatorem klubu i życia sportowego został por. Felicjan Sterba.
- sezon 1922 – Lublinianka debiutowała w Klasie B inauguracyjnych mistrzostwach Lubelskiego OZPN, zajmując trzecie miejsce[3]. WKS Lublin po wygraniu Klasy A uczestniczył w eliminacjach do Mistrzostw Polski w grupie Południowej. Druga drużyna WKS Lublin (juniorzy) zamknęła tabelę Klasy B na siódmej pozycji.
- sezon 1923 – Lublinianka zwyciężyła w Klasie B i awansowała do Klasy A Lubelskiego OZPN, w której mistrzem po raz drugi został WKS Lublin, ale w finałach Mistrzostw Polski zajął ostatnie czwarte miejsce w grupie Wschodniej.
- sezon 1924 – po wejściu drużyny w skład klasy A Lublinianka zdobyła mistrzostwo z dużą przewagą punktową. WKS Lublin uplasował się na trzeciej pozycji. Mistrzowie okręgów w poszczególnych klasach A wystąpili w Mistrzostwach Polski dopiero rok później ze względu na przygotowanie sportowców do Olimpiady 1924.
- sezon 1925 – tak jak mistrzowie okręgów w poszczególnych klasach A wystąpili w Mistrzostwach Polski, to z tego powodu w roku 1925 pauzowała cała klasa A. W finałach Mistrzostw Polski Lublinianka wygrywa 2:1 (1:1) z Pogonią Wilno, co jest dużym sukcesem. Zespół przegrał dwa mecze z bardzo silną Pogonią Lwów. Końcowa pozycja - ostatnie trzecie miejsce w Grupie III.
- sezon 1926 – zdobyła po raz drugi mistrzostwo Klasy A okręgu, ale w meczach o mistrzostwo Polski doznała wysokich porażek z Pogonią Lwów i Cracovią, plasując się na trzecim miejscu w Grupie III. Spowodowało to ostre wewnętrzne tarcia w klubie i doprowadziło do fuzji Lublinianki z WKS Lublin. Powstał nowy klub o nazwie WKS Unia.
- sezon 1927 – Unia z dużą przewagą punktową, acz nie w najlepszym stylu, zdobyła kolejne mistrzostwo okręgu. Na trybunach zasiadło jednak niewielu kibiców, a klub odczuł braki finansowe i cierpiał na niedobór wykwalifikowanego sztabu szkoleniowego. Wobec zbyt późnego zakończenia rozgrywek w Lubelskim OZPN, związek nie desygnował swego mistrza do eliminacji o I ligę.
- sezon 1928 – spadek na trzecią pozycję w mistrzostwach okręgu, mimo pogarszającej się sytuacji w lubelskim środowisku piłkarskim.
- sezon 1929 – powtórzenie osiągnięcia z roku poprzedniego.
- sezon 1930 – Unia zdobyła mistrzostwo okręgu. W walce o wejście do I ligi Unii nie wiodło się jednak najlepiej – zespół przegrał obydwa spotkania z Lechią Lwów i odpadł z dalszej walki.
- sezon 1931 – Klasa A została podzielona 2 grupy, Unia zajęła trzecie miejsce w grupie Lublin.
- sezon 1932 – Unia zwyciężyła w grupie Lublin, a potem w finale okręgu wygrała z WKS 9 PAC Siedlce. W eliminacjach do I ligi zajęła drugie miejsce w grupie III.
- sezon 1933 – Unia wygrała grupę Lublin, ale potem w finale okręgu przegrała z Strzelec Siedlce.
- sezon 1934 – powrót rozgrywek w Klasie A okręgu bez podziału na grup, Unia zajęła drugie miejsce.
- sezon 1935 – po raz pierwszy od czasu występów w Klasie A Unia spadła poza podium, zajmując czwarte miejsce.
- sezon 1936 – Unia zdobyła mistrzostwo okręgu, ale w eliminacjach o I ligę zajęła ostatnie czwarte miejsce w grupie I. W następnych latach klub kilkakrotnie próbował awansować do I ligi, jednakże bez powodzenia.
- sezon 1936/37 – Unia ponownie została mistrzem okręgu. W walce o wejście do I ligę najpierw wygrała turniej w grupie III, ale potem w finale drużyna przegrała wszystkie 6 spotkań, zajmując ostatnie czwarte miejsce.
- sezon 1937/38 – nowo wybrane władze OZPN uzdrowiły stosunki wewnętrzne w klubie, dając impuls do ożywienia działalności sportowej. Pierwsza drużyna zdobyła kolejne mistrzostwo okręgu, ale w eliminacjach o I ligę zajęła ostatnie czwarte miejsce w grupie I. W tym okresie wielki sukces odnieśli juniorzy Unii – kwalifikując się wraz z drużynami AKS Chorzów, Czarni Sosnowiec, Lechia Lwów, Pogoń Równe, Warta Poznań, Wisła Kraków, WKS Grodno do walki o mistrzostwo Polski. Krocząc od zwycięstwa do zwycięstwa, w finale rozgrywek spotykali się z Wisłą Kraków, a mecz finałowy o mistrzostwo Polski juniorów odbył się w Warszawie w dniu 4 czerwca 1939 w przeddzień meczu Polska – Szwajcaria. Spotkanie skończyło się olbrzymim sukcesem Unii. Po 90 minutach gry i po bramkach Siarkowskiego, Machaja i Rudnickiego piłkarze z Lublina pokonali 3:2 (0:1) Wisłę Kraków.  WKS Unia Lublin zdobył tytuł mistrza Polski juniorów.
- sezon 1938/39 – Unia ponownie została mistrzem okręgu. W walce o wejście do I ligę zajęła drugie miejsce w grupie III.
- 1939 – z chwilą wybuchu wojny praktycznie zamarła wszelka działalność sportowa.
- 1942 – odbyły się pierwsze konspiracyjne mecze, które często przerywane były łapankami.

### 1942-1974
- 1944 – kres okupacji niemieckiej Lublina, a na początku sierpnia zaczynały na nowo organizować się kluby sportowe, wśród nich WKS Lublinianka.
- 1945 – w czerwcu wznowił działalność Lubelski OZPN, zostały organizowane poszczególne klasy rozgrywkowe. WKS Lublinianka trafiła do Klasy A okręgu Lublin.
- sezon 1946 – WKS Lublinianka zdobyła mistrzostwo okręgu lubelskiego, lecz nie odniosła sukcesu w walce o ekstraklasę.
- 1948/1949 – WKS Lublinianka zdobyła mistrzostwo okręgu i wywalczyła awans do nowo powstałej II ligi.
- 1949 – klub okazale debiutował w II lidze, zajmując drugie miejsce za Garbarnią Kraków.
- 1950 – w wyniku reorganizacji sportu w Polsce z WKS Lublinianka odeszli zawodnicy cywilni (tworząc KS Ogniwo Lublin), a klub został przekształcony w Okręgowy Wojskowy Klub Sportowy Lublin, w skrócie OWKS Lublin.
- 1951 – OWKS Lublin zajął drugie miejsce w swojej grupie II ligi za Gwardią Warszawa.
- 1952 – nastąpiła kolejna reorganizacja systemu rozgrywek, przez co OWKS Lublin spadł z II ligi.
- 1953 – została utworzona liga międzywojewódzka, do której trafił spadkowicz z Lublina. OWKS Lublin został przemianowany na GWKS Lublin (Garnizonowy Wojskowy Klub Sportowy), w lidze międzywojewódzkiej zajmując piąte miejsce, natomiast Ogniwo Lublin uplasował się na miejscu ósmym.
- 1954 – zgodnie z zarządzeniem MON, dotyczącym likwidacji większości klubów typu WKS, GWKS Lublin uległ rozwiązaniu. W lidze międzywojewódzkiej pozostał tylko Ogniwo Lublin.
- 1955 – Ogniwo Lublin przyjął nazwę Lublinianka i zajął drugie miejsce w lidze międzywojewódzkiej.
- 1956 – jesienią rozpoczęła się ogólnonarodowa dyskusja na temat organizacji sportu, a w grudniu został reaktywowany lubelski OZPN.
- 1957 – walka o awans do II ligi nie przyniosła Lubliniance żadnych efektów.
- 1958 – podobnie jak w sezonie poprzednim Lublinianka nie zdobyła awansu do II ligi, jednak odniosła duży sukces wygrywając z pierwszoligową Cracovią 5:3. Drugie cenne zwycięstwo Unia odniosła nad reprezentacją Armii Wietnamskiej 3:1 (1:0). Mistrzem okręgu w tym sezonie została Lublinianka przed Unią. Unia nawiązała kontakty z klubem z NRD, Vismut Planen.
- 1960 – WKS Unia po zdobyciu mistrzostwa okręgu zakwalifikowała się do walki o awans do II ligi, a w fazie półfinałowej pokonała Lotnika Warszawa i Gwardię Białystok. W grupie finałowej obok Unii o awans ubiegały się: Hutnik Nowa Huta, Arka Gdynia, Górnik Wałbrzych, AKS Chorzów i Górnik Konin. Decydujący mecz w listopadzie 1960 roku z Górnikiem Wałbrzych (2:0) obejrzało ok. 20 tysięcy widzów, WKS Unia awansowała do II ligi. Jesienią 1960 doszło do fuzji WKS Lublinianki i WKS Unii, a nowy klub przyjął nazwę WKS Lublinianka.

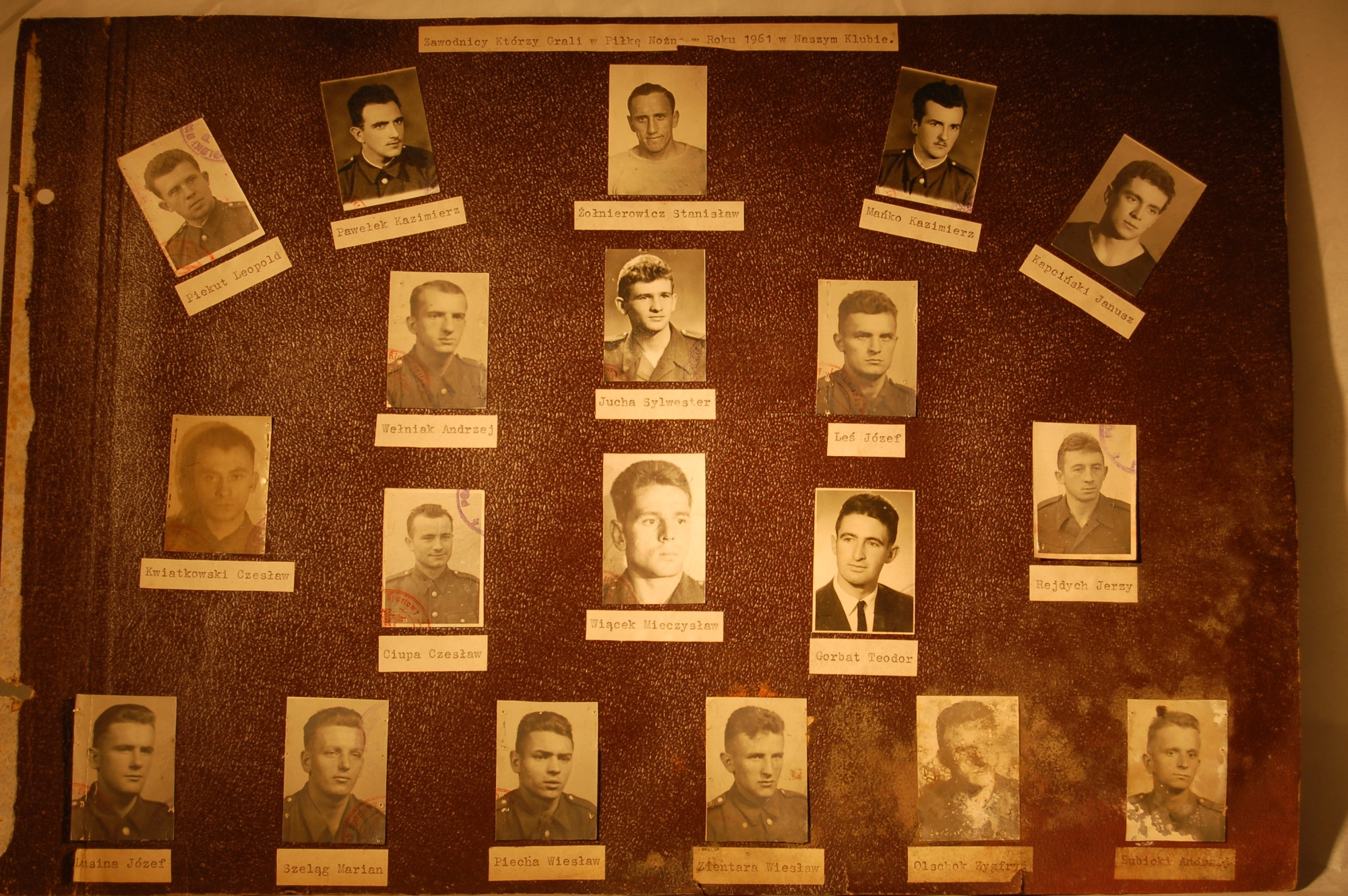
Zawodnicy KS Lublinianka w roku 1961.

- 1961 – drugoligowa Lublinianka osłabiona po awansie odejściem kilku podstawowych zawodników, po początkowych sukcesach, zaczęła osiągać coraz gorsze wyniki. Jesienią 1961 klub spadł z II ligi. Sukces odnieśli jednak juniorzy, kwalifikując się do finałowych walk o Mistrzostwo Polski juniorów, gdzie zajęli trzecie miejsce.
- 1961/1962 – Lublinianka podjęła próbę powrotu do II ligi, jednak nieudaną. Ostatnie dwa mecze z Motorem 1:1 oraz 0:1 sprawiły, że to ten klub przechodzi dalej. W tym samym sezonie Lublinianka zremisowała z mistrzem Polski Górnikiem Zabrze 2:2, oraz rozgromiła Ruch Chorzów 5:1. W klubie oprócz piłki nożnej funkcjonowało w tym czasie kilka sekcji: judo, koszykówka, piłka ręczna, pływanie, podnoszenie ciężarów i strzelectwo sportowe.

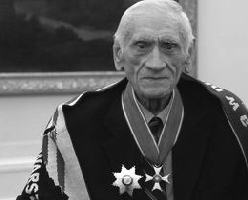
Kazimierz Górski w czasie ceremonii wręczenia Krzyża Komandorskiego z Gwiazdą Orderu Odrodzenia Polski.

- 1963 – WKS Lublinianka zatrudniła na stanowisku trenera pierwszej drużyny Kazimierza Górskiego, kierownikiem klubu pozostał Józef Wiśniewski. Nowemu szkoleniowcowi został postawiony za cel awans z Lublinianką do II ligi. Na zakończenie sezonu Kazimierz Górski wprowadził drużynę do II ligi
- 1963/1964 – klub z 29 punktami na koncie zajął 9. miejsce w tabeli zapewniając sobie utrzymanie w II lidze.
- 1964/1965 – spadek Lublinianki z II ligi.
- 1969/1970 – awans zespołu z Wieniawy w Pucharze Polski do ćwierćfinału, gdzie los skojarzył go z finalistą Pucharu Zdobywców Pucharów, Górnikiem Zabrze. W Lublinie Wojskowi dopingowani przez ponad 30-tysięczną widownię zremisowali 1:1 po bramkach Janusza Przybyły i Włodzimierza Lubańskiego, natomiast mecz w Zabrzu zakończył się porażką Lublinianki 2:5.
- 1972/1973 – Lublinianka znów bardzo dobrze grała w Pucharze Polski. W 1/16 finału wygrała z Gwardią Warszawa 2:1, a 11 kwietnia 1973 w 1/8 finału spotkała się z Legią Warszawa. Po bardzo kontrowersyjnej decyzji arbitra mecz został przerwany przy stanie 0:0 i 3:3 w rzutach karnych i przy ostatnim zaległym uderzeniu dla Lublinianki. Mecz został powtórzony tydzień później w Warszawie, a Legia wygrywa 5:1. W rozgrywkach ligowych Lublinianka wraz z Motorem Lublin, Avią Świdnik i Ursusem Warszawa awansowała do poszerzonej (2 grupy po 16 zespołów) II ligi.
- 1973/1974 – we wrześniu 1973 w pierwszych w II lidze derbach Motoru i Lublinianki wojskowi przegrali z Motorem 0:2. Lublinianka grała w II lidze tylko ten jeden sezon i w 1974 spadła do III ligi.

### Lata od 1974
W sezonach 1982/1983, 1994/1995 i 1995/1996 Lublinianka występowała jeszcze w II lidze. W 1994 armia postanowiła zrezygnować z dalszego prowadzenia tego rodzaju działalności w Lublinie i klub pozbył się miana wojskowego, zmieniając nazwę na KS Lublinianka. Sezon 1995/1996 przyniósł jednak największy kryzys klubu. WKS Lublinianka przechodziła reorganizację, większość sekcji zostało zlikwidowanych – obecnie, oprócz sekcji piłki nożnej, funkcjonuje jeszcze tylko sekcja pływacka, stanowiąc jednakże odrębny klub. Mimo prób polepszenia sytuacji, w piłkarskiej hierarchii klub spadał coraz niżej, do IV ligi. W 2001 roku teren, na którym znajduje się klub wydzierżawiała norweska grupa inwestycyjna. Została powołana sportowa spółka akcyjna, a większość akcji (90%) przypada w udziale Norwegom. Nowi właściciele ogłaszają ambitne plany – miała powstać galeria handlowa, hotel, multikino, oraz planowana była również modernizacja stadionu. Pojawiły się jednak kłopoty natury formalno-prawnej. 
Od kilku lat klub występuje w grupie lubelskiej IV ligi, co związane było z fatalną sytuacją finansową i organizacyjną oraz niejasnym statusem formalno-prawnym zawieszonej w próżni Sportowej Spółki Akcyjnej Lublinianka. W 2010 stadion tereny, na których znajduje się stadion przejęło Miasto Lublin. Sezon 2010/2011 został dokończony dzięki piłkarzom oraz Stowarzyszeniu Sympatyków Lublinianki "Niezłomni". Po zakończeniu sezonu klub wycofał się z rozgrywek.
W lecie 2011 roku, przed startem rozgrywek 4. ligi sezonu 2011/12, został powołany nowy klub na bazie zawodników Lublinianki i KP Wieniawy  (niegdyś "zbuntowane grupy młodzieżowe Lublinianki"). Od sezonu 2011/2012 do lipca 2013 drużyna występowała pod nazwą KS Lublinianka-Wieniawa sp. z.o.o.. W 2013 roku powrócono do pierwotnej nazwy KS Lublinianka.
W sezonie 2011/2012 Lublinianka wywalczyła awans do III ligi. Pierwszy sezon po powrocie do III ligi Lublinianka zakończyła na 6. miejscu w tabeli. W kolejnym do ostatniej kolejki drużyna walczyła o utrzymanie, zajmując 11. lokatę i zachowując trzecioligowy byt. 12 grudnia 2014 r. spółka zmieniła nazwę na KS Lublinianka sp. z o. o.
W sezonie 2014/2015 Lublinianka, na spółkę z Motorem Lublin, rozgrywała swoje spotkania na nowoczesnym stadionie miejskim Arena Lublin, który pomieścić może 15 500 kibiców. Podczas jesiennych derbów Lublina mecz Lublinianki z Motorem obejrzało 6500 osób. Spotkanie zakończyło się wynikiem 1:1 a pierwszą, inauguracyjną bramkę w rozgrywkach ligowych na nowym stadionie zdobył kapitan Lublinianki Erwin Sobiech w 45. minucie spotkania.
10 czerwca 2022, na kolejkę przed zakończeniem rozgrywek, Lublinianka zapewniła sobie awans do III ligi, wracając na ten szczebel po raz pierwszy od sezonu 2015/2016. W sezonie 2022/2023, tj. pierwszym na trzecioligowym poziomie po powrocie, KS Lublinianka spadła do IV ligi, tracąc szanse na utrzymanie po meczu 31. kolejki, w którym przegrała 2:5 z Podlasiem Biała Podlaska.

## Barwy klubowe, strój, herb, hymn
|  |  |  |

Klub ma barwy zielono-biało-czerwone, a przedwojenna Lublinianka miała barwy biało-zielone. Piłkarze domowe spotkania zazwyczaj grają w białych koszulkach z pionową zielono-biało-czerwoną wstążką, białych spodenkach oraz białych getrach.

## Sukcesy

### Trofea międzynarodowe
Nie uczestniczył w rozgrywkach europejskich (stan na 31-05-2024).

### Trofea krajowe
| \| \| Zdobyte trofea w rozgrywkach Polski (stan na: 31-05-2024) \| |                                                           |      | |
| Rozgrywki                                                          | Osiągnięcie                                               | Razy | Sezon(y) |
| Mistrzostwo                                                        | I miejsce                                                 | 0    | |
| Mistrzostwo                                                        | II miejsce                                                | 0    | |
| Mistrzostwo                                                        | III miejsce                                               | 0    | |
| Mistrzostwo                                                        | 1/8 finału                                                | 1    | 1946 |
| Puchar                                                             | zdobywca                                                  | 0    | |
| Puchar                                                             | finalista                                                 | 0    | |
| Puchar                                                             | ćwierćfinalista                                           | 1    | 1969/70 |
| II liga                                                            | I miejsce                                                 | 10   | 1924 (gr.Lublin), 1926 (gr.Lublin), 1927 (gr.Lublin), 1930 (gr.Lublin), 1932 (gr.Lublin), 1936 (gr.Lublin), 1936/37 (gr.Lublin), 1937/38 (gr.Lublin), 1938/39 (gr.Lublin), 1948 (gr.Lublin) |
| II liga                                                            | II miejsce                                                | 3    | 1933 (gr.Lublin), 1934 (gr.Lublin), 1949 (gr.północna), 1951 (gr.II) |
| II liga                                                            | III miejsce                                               | 3    | 1928 (gr.Lublin), 1929 (gr.Lublin), 1931 (gr.Lublin) |
| Polska                                                             | Zdobyte trofea w rozgrywkach Polski (stan na: 31-05-2024) |      | |

- III liga: (D3)
  - mistrz (3): 1972/73 (gr.III), 1981/82 (gr.IV), 1993/94 (gr.kielecko-lubelska)
  - wicemistrz (4): 1970/71 (gr.III), 1971/72 (gr.III), 1976/77 (gr.III), 1998/99 (gr.IV)
  - 3.miejsce (2): 1969/70 (gr.III), 1977/78 (gr.III)

- Lubelska liga okręgowa: (D3)
  - mistrz (5): 1923, 1957, 1958, 1962/63, 1974/75
  - wicemistrz (4): 1955, 1960, 1962, 1975/76
  - 3.miejsce (1): 1922

- Mistrzostwo Polski juniorów U-19:
  - złoty medal (1): 1938,
  - srebrny medal (1): 1969,
  - brązowy medal (1): 1961.

## Poszczególne sezony

### Rozgrywki międzynarodowe

#### Europejskie puchary
Klub nie uczestniczył w rozgrywkach europejskich.

### Rozgrywki krajowe
| \| Polska \| Bilans występów klubu w rozgrywkach piłkarskich Polski (Stan na 31 maja 2024 r.) \| \| |                                                                                  |        |       |   |   |   |    |    |     | |        |        |      |
| Poziom                                                                                              | Rozgrywki                                                                        | Sezony | Mecze | Z | R | P | B+ | B– | Pkt | Lata                                                                                                   | Awanse | Spadki | Naj. |
| I                                                                                                   | Ekstraklasa / I liga / Liga                                                      | 2      |       |   |   |   |    |    |     | 1946–1947                                                                                              | 0      | 1      | 1/8  |
| II                                                                                                  | I liga / II liga / Klasa A / Liga Okręgowa                                       | 30     |       |   |   |   |    |    |     | 1924–1939, 1945–1946, 1948–1952, 1961, 1963–1965, 1973/74, 1982/83, 1994–1996                          | 1      | 6      | 1    |
| III                                                                                                 | II liga / III liga / Klasa B / Klasa A                                           | 39     |       |   |   |   |    |    |     | 1922–1923, 1953–1960, 1962–1963, 1965/66, 1967/68, 1969–1973, 1974–1982, 1983/84, 1986–1994, 1996–2001 | 7      | 3      | 1    |
| IV                                                                                                  | III liga / IV liga / klasa międzyokręgowa / liga okręgowa / Klasa C / Klasa B    | 16     |       |   |   |   |    |    |     | 1966/67, 1968/69, 1984–1986, 2001–2008, 2012–2016, 2022/23                                             | 3      | 3      | 1    |
| V                                                                                                   | IV liga                                                                          | 11     |       |   |   |   |    |    |     | 2008–2012, 2016–2022, 2023–                                                                            | 2      | 0      | 1    |
| | Puchar Polski                                                                    | 26     |       |   |   |   |    |    |     | od 1951                                                                                                |        |        | 1/8  |
| Polska                                                                                              | Bilans występów klubu w rozgrywkach piłkarskich Polski (Stan na 31 maja 2024 r.) |        |       |   |   |   |    |    |     | |        |        |      |

## Statystyki

### Rekordy klubowe

#### Statystykidrugoligowe (od 1949)
- Liczba sezonów w II lidze: 11
- Liczba meczów: 290
- Punkty: 232
- Zwycięstwa: 79
- Remisy: 72
- Porażki: 139
- Bramki strzelone: 348
- Bramki stracone: 473
- Najwyższa wygrana w II lidze u siebie: Lublinianka – Błękitni Kielce 6:1 (1994/1995)
- Najwyższa wygrana w II lidze na wyjeździe: Ognisko Siedlce – Lublinianka 2:5 (1949/1950), Spójnia Warszawa – Lublinianka 1:5 (1951/1952)

### Rekordy indywidualne
Wychowankowie Lublinianki grający w reprezentacji Polski:
- Arkadiusz Onyszko – 2 występy, 3. miejsce Mistrzostwa Europy U-16 1990, Wicemistrzostwo Olimpijskie 1992
- Jakub Wierzchowski – 2 występy
- Grzegorz Poleszak – 3. miejsce Mistrzostwa Europy U-16 1990
- Piotr Bielak – Mistrzostwo Europy U-16
- Kamil Stachyra – uczestnik Mistrzostw Europy U-19 na boiskach Wielkopolski
- Tomasz Brzyski – 7 występów 1 gol – reprezentacja A

## Struktura klubu

### Stadion
Drużyna rozgrywała swoje mecze domowe w Lublinie na stadionie przy ul. Leszczyńskiego, który może pomieścić 440 widzów (w tym 440 miejsc siedzących). Zainstalowane oświetlenie, a boisko ma wymiary 106 m x 69 m.

### Inne sekcje
W klubie istniała między innymi sekcja podnoszenia ciężarów, startująca w drużynowych mistrzostwach Polski, zdobywała brązowy medal w sezonach 1983, 1985.

## Kibice i rywalizacja z innymi klubami

### Derby
- AZS Lublin (Sparta)
- Budowlani Lublin
- Gwardia Lublin
- Hakoah Lublin
- Hapoel Lublin
- HKS Lublin (Grot)
- Jardenia Lublin (Szomryja)
- Jutrznia Lublin
- LWS Lublin (Plage i Laśkiewicz)
- Makkabi Lublin
- Motor Lublin
- Sokół Lublin
- Strzelec Lublin
- Sygnał Lublin
- Sztern Lublin (Gwiazda)
- Wieniawa Lublin
- WKS Lublin
- ŻAKS Lublin